# فلاديمير درينفيلد
فلاديمير درينفيلد (بالأوكرانية: Дрінфельд Володимир Гершонович)‏ هو عالم رياضيات ولد في 14 فبراير 1954

 في خاركيف، جمهورية أوكرانيا السوفيتية الاشتراكية، الاتحاد السوفيتي ، اشتهر بعمله على مجموعة كمومية حائز على جائزة وسام فيلدز، وفي عام 2023 حصل على جائزة شو 

## وصلات خارجية
- الموقع الرسمي لجائزة وسام فيلدز